# Amitostigma keiskeoides
Amitostigma keiskeoides là một loài thực vật có hoa trong họ Lan. Loài này được (Gagnep.) Garay & Kittr. mô tả khoa học đầu tiên năm 1985.